# 圣热尔当多尔
圣热尔当多尔（法語：Saint-Jeure-d'Andaure，法語發音：[sɛ̃ ʒœʁ dɑ̃doʁ]）是法国阿尔代什省的一个市镇，属于罗讷河畔图尔农区。

## 地理
圣热尔当多尔（45°2'47"N, 4°27'29"E）面积13.28 平方千米，位于法国奥弗涅-罗讷-阿尔卑斯大区阿尔代什省，该省份为法国东南部内陆省份，北起顺时针与卢瓦尔省、伊泽尔省、德龙省、沃克吕兹省、加尔省、洛泽尔省和上盧瓦爾省接壤。
与圣热尔当多尔接壤的市镇（或旧市镇、城区）包括：代赛涅、德韦塞、拉巴蒂当多尔、拉法尔、罗什波勒、圣阿格雷沃。

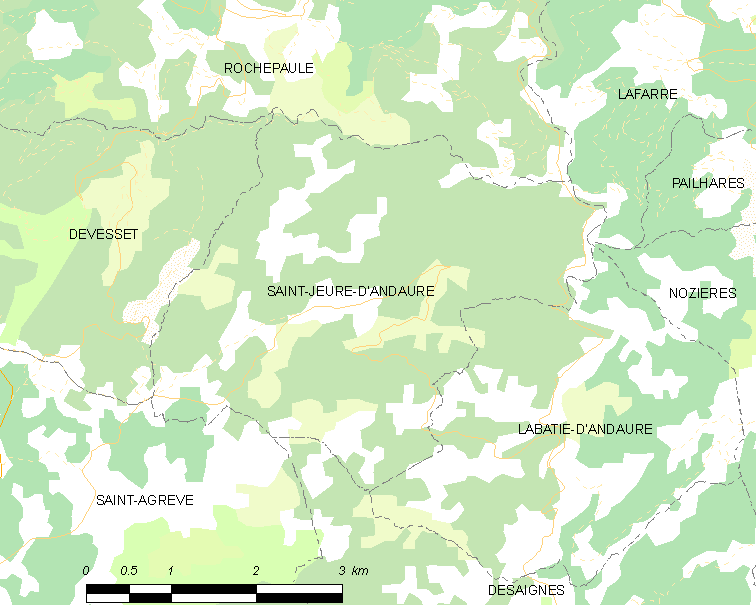
圣热尔当多尔的OSM定位图

圣热尔当多尔的时区为UTC+01:00、UTC+02:00（夏令时）。

## 行政
圣热尔当多尔的邮政编码为07320，INSEE市镇编码为07249。

## 政治
圣热尔当多尔所属的省级选区为上埃里约县。

## 人口

1962-2008年间圣热尔当多尔人口变化图示

圣热尔当多尔于2022年1月1日时的人口数量为101人。